# شانتال موفه
شانتال موف (انگلیسی: Chantal Mouffe؛ زادهٔ ۱۷ ژوئن ۱۹۴۳) یک تحلیل‌گر و نظریه‌پرداز سیاسی و فمینیست اهل بلژیک است.